# Microphone
Pour les articles homonymes, voir Micro.
Cet article possède un paronyme, voir Microfaune.

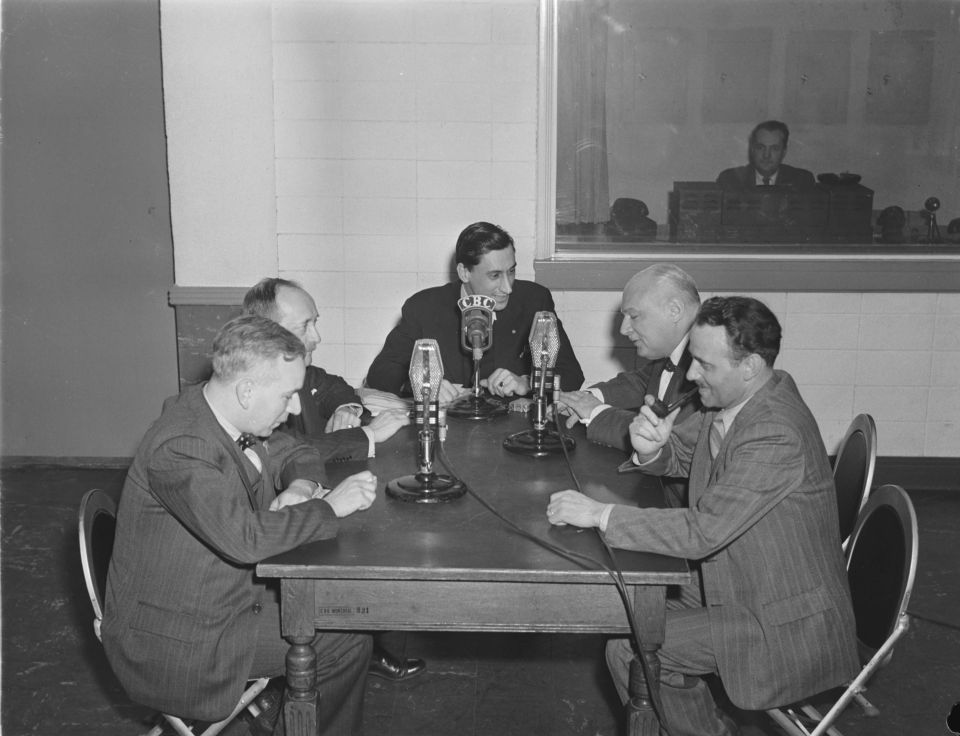
Le 22 février 1945, trois microphones sont posés sur la table des participants de l’émission de Radio-Canada Le Mot S.V.P., animée par Roger Baulu.

Un microphone (souvent appelé micro par apocope) est un transducteur électroacoustique, c'est-à-dire un appareil capable de convertir un signal acoustique en signal électrique.
L'usage de microphones est aujourd'hui largement répandu et concourt à de nombreuses applications pratiques :
- télécommunications (téléphone, radiotéléphonie, Interphone, systèmes d'intercommunication) ;
- sonorisation ;
- radiodiffusion et télévision ;
- enregistrement sonore notamment musical ;
- mesure acoustique.

On appelle également micro, par métonymie, les transducteurs électromagnétiques de guitare électrique (micro de guitare) et les transducteurs piézoélectriques (capteur piézo) utilisés pour des instruments dont le son est destiné à être amplifié.
Le composant électronique qui produit ou module la tension ou le courant électriques selon la pression acoustique, est appelé capsule. On utilise aussi le terme microphone par synecdoque. Un tissu ou une grille protège généralement cette partie fragile.

## Origine du terme
Le premier usage du terme microphone désignait une sorte de cornet acoustique. David Edward Hughes l'a le premier utilisé pour désigner un transducteur acoustique-électrique. Améliorant le dispositif de Graham Bell, Hugues fait valoir la capacité du dispositif qu'il a co-inventé à transmettre des sons beaucoup plus faibles.

Symbole électronique d'un microphone.

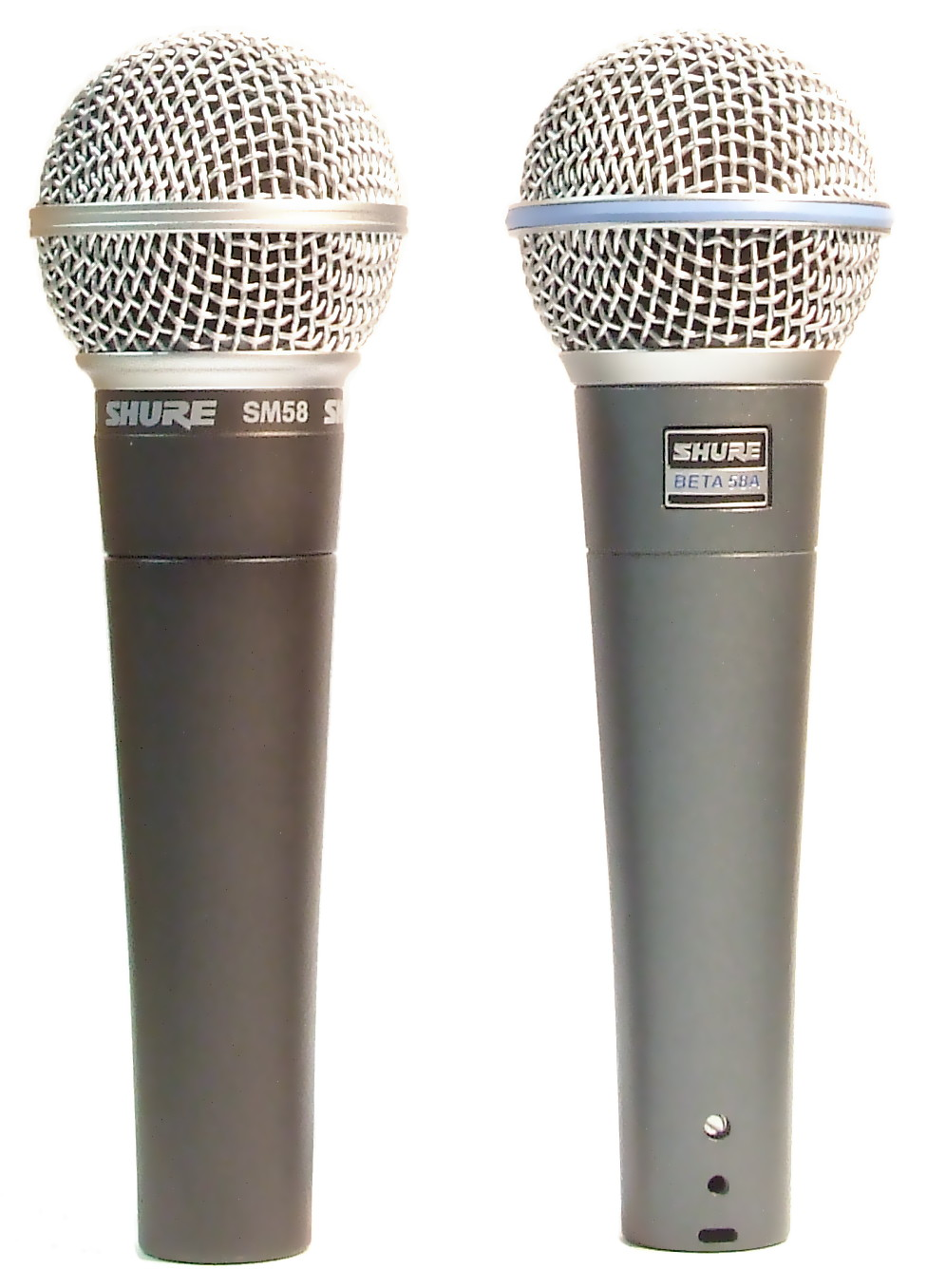
Le microphone dynamique à main Shure SM58 (à gauche) et sa version supercardioïde, le BETA58 (à droite).

## Conception et caractéristiques
Une membrane vibre sous l'effet de la pression acoustique et un dispositif qui dépend de la technologie du microphone convertit ces oscillations en signaux électriques. La conception d'un microphone comporte une partie acoustique et une partie électrique, qui vont définir ses caractéristiques et le type d'utilisation.

### Mode d'action acoustique

#### Capteurs de pression (omnidirectionnels)
Si la membrane est au contact de l'onde sonore d'un seul côté, tandis que l'autre est dans un boîtier avec une pression atmosphérique constante, elle vibre selon les variations de pression. On parle d'un capteur de pression acoustique. Ce type de capteur réagit à peu près de la même manière aux ondes sonores quelle que soit la direction d'origine. Il est insensible au vent. Il est à la base des microphones omnidirectionnels.
Les microphones à effet de surface sont des capteurs de pression fixés sur une surface de quelque étendue formant baffle, qui double la pression acoustique dans l'hémisphère limité par la surface d'appui (Voir PZM (microphone) (en)).

#### Capteurs de gradient de pression (bidirectionnels ou directivité en 8)
Si la membrane est au contact de l'onde sonore des deux côtés, elle ne vibre pas lorsqu'une onde arrive en travers, puisque les surpressions sont égales des deux côtés. On appelle ce type de membrane un capteur de gradient de pression acoustique. C'est la base des microphones bidirectionnels ou à directivité en 8.

#### Types mixtes ou variables
En associant ces deux types, soit par des moyens acoustiques, en contrôlant de façon plus subtile l'accès des ondes sonores à la face arrière de la membrane, soit par des moyens électriques, en combinant le signal issu de deux membranes, on obtient des directivités utiles, notamment cardioïde (dite aussi unidirectionnelle) :
| capsule        |                                                                 | omnidirectionnelle                  | bidirectionnelle                               | cardioïde                                        | rapport     |
| formule        |                                                                 | {\displaystyle \displaystyle {U=1}} | {\displaystyle \displaystyle {U=\cos \theta }} | {\displaystyle \displaystyle {U=1+\cos \theta }} |             |
| son dans l'axe | {\displaystyle \displaystyle {\theta =0}}                       | {\displaystyle \displaystyle {U=1}} | {\displaystyle \displaystyle {U=1}}            | {\displaystyle \displaystyle {U=2}}              | 100 %, 0 dB |
| son de côté    | {\displaystyle \displaystyle {\theta ={\frac {\pi }{2}}}} (90°) | {\displaystyle \displaystyle {U=1}} | {\displaystyle \displaystyle {U=0}}            | {\displaystyle \displaystyle {U=1}}              | 50 %, -6 dB |
| son arrière    | {\displaystyle \displaystyle {\theta =\pi }} (180°)             | {\displaystyle \displaystyle {U=1}} | {\displaystyle \displaystyle {U=-1}}           | {\displaystyle \displaystyle {U=0}}              | 0 %, -∞ dB  |

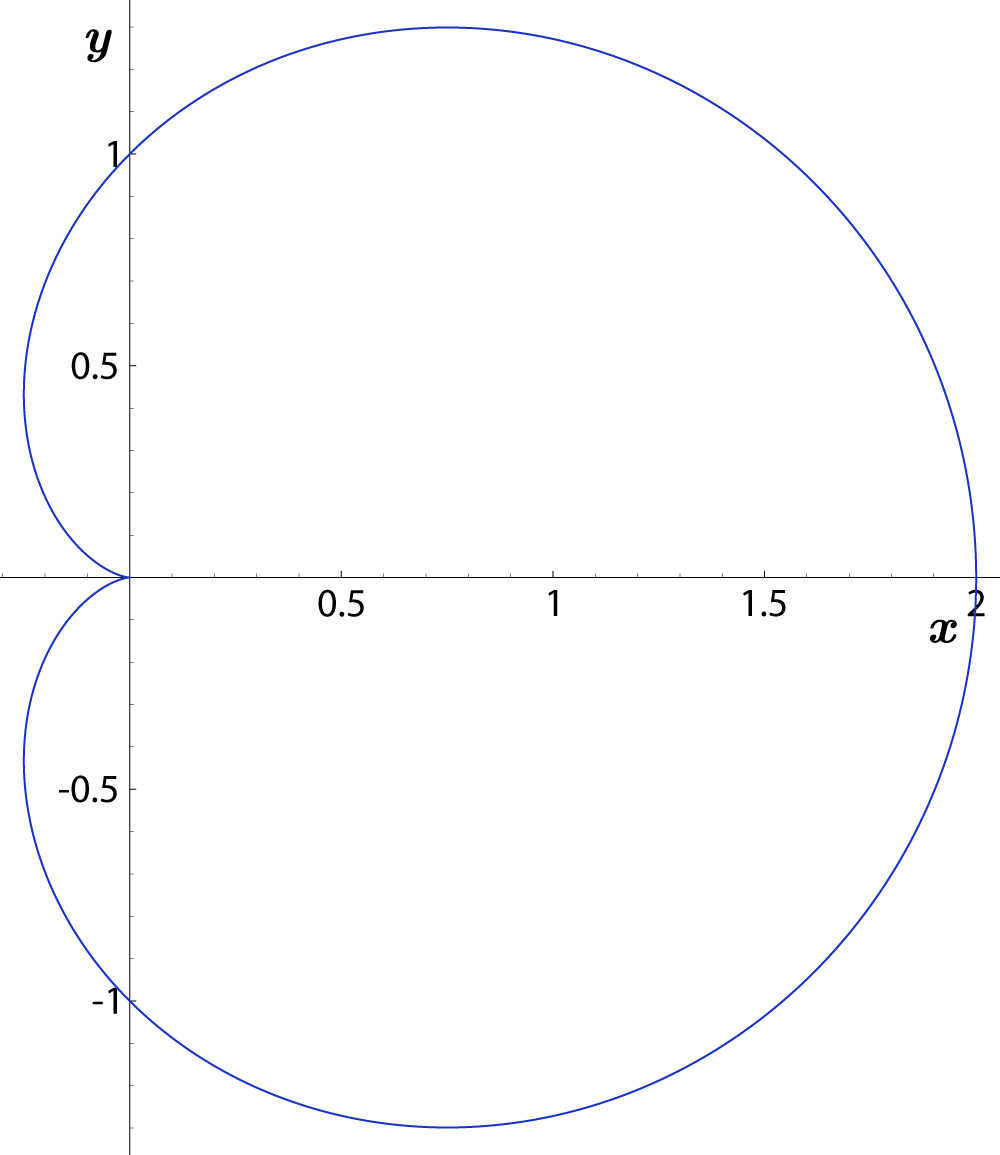
Courbe cardioïde, échelle linéaire, l'axe horizontal est celui de la capsule, tournée vers la droite.

On construit des microphones de directivité cardioïde large, supercardioïde et hypercardioïde en changeant les proportions entre la composante omnidirectionnelle et la composante bidirectionnelle. Des microphones peuvent offrir un réglage ou une commutation de la directivité.
Ces constructions permettent de donner plus d'importance à une source vers laquelle on dirige le micro et d'atténuer le champ sonore réverbéré, qui vient de toutes les directions. On définit un indice de directivité comme l'expression, en décibels du rapport entre un son venant dans l'axe du microphone et un son de même pression acoustique efficace venant d'une source idéalement diffuse (venant de partout autour du microphone).

omnidirectionnelle
cardioïde
supercardioïde
hypercardioïde
bidirectionnelle

| capsule            | formule                                                                          | indice de directivité | angle pour une atténuation à | angle pour une atténuation à | angle pour une atténuation à | niveau pour un angle de | niveau pour un angle de |
| capsule            | formule                                                                          | indice de directivité | -3 dB                        | -6 dB                        | -∞ dB                        | 90° (son latéral)       | 180° (son arrière)      |
| omnidirectionnelle | {\displaystyle \scriptscriptstyle {U=1}}                                         | 0 dB                  | -                            | -                            | -                            | 0 dB                    | 0 dB                    |
| cardioïde          | {\displaystyle \scriptscriptstyle {U={\frac {1}{2}}+{\frac {1}{2}}\cos \theta }} | 4,8 dB                | 65°                          | 90°                          | 180°                         | -6 dB                   | -∞ dB                   |
| supercardioïde     | {\displaystyle \scriptscriptstyle {U={\frac {1}{3}}+{\frac {2}{3}}\cos \theta }} | 5,7 dB                | 56°                          | 75°                          | 120°                         | -9 dB                   | -10 dB                  |
| hypercardioïde     | {\displaystyle \scriptscriptstyle {U={\frac {1}{4}}+{\frac {3}{4}}\cos \theta }} | 6,0 dB                | 52°                          | 70°                          | 110°                         | -12 dB                  | -6 dB                   |
| bidirectionnelle   | {\displaystyle \scriptscriptstyle {U=\cos \theta }}                              | 4,8 dB                | 45°                          | 60°                          | 90°                          | -∞ dB                   | 0 dB                    |

#### Tubes à interférences
Les microphones à tube à interférences donnent des directivités accentuées, mais fortement dépendantes des fréquences. À cause de leur forme allongée, on les appelle « micro canon ».

#### Taille de la membrane
La taille de la membrane influe sur la conversion en vibrations, puis en signal électrique.
Au contact d'une paroi perpendiculaire à la direction de propagation, une onde sonore développe une puissance proportionnelle à l'aire et au carré de la pression acoustique :
- S est la surface de la paroi ;
- p est la pression acoustique ;
- {\displaystyle \rho _{0}} est la masse volumique de l'air (1,2 kg/m3 aux conditions normales de température et de pression) ;
- c est la vitesse du son, 343 m/s dans les mêmes conditions.

soit une membrane de microphone de diamètre 20 mm atteint par une onde sonore perpendiculaire avec une pression de 1 Pa. L'aire de la paroi est de 3,14e-4 m², la puissance acoustique sur la membrane est de 0,76 μW.
On ne peut récupérer qu'une partie de cette puissance sous forme de signal électrique décrivant l'onde sonore. Plus la membrane est grande, moins il est nécessaire d'amplifier le signal, et par conséquent, moins on le soumet à un traitement amenant inévitablement une certaine quantité de bruit et de distorsion.
La taille de la membrane détermine par conséquent la sensibilité maximale du microphone. Mais dès que la plus grande dimension de la membrane devient significative par rapport à la longueur d'onde d'un son, elle constitue, pour les ondes sonore qui n'arrivent pas perpendiculairement, un filtre en peigne. D'autres phénomènes comme la diffraction sur les bords interviennent, rendant la réponse réelle plus complexe.
La présence d'un entourage rigide autour de la membrane crée un effet de surface qui augmente la pression acoustique pour les fréquences dont la longueur d'onde est inférieure à la taille de l'ensemble membrane-entourage. Cet obstacle peut-être plat ou sphérique, il constitue autour d'une capsule capteur de pression un filtre acoustique, comme la grille de protection, qui délimite une cavité dont les caractéristiques influent sur la réponse du microphone, particulièrement aux plus hautes fréquences.
Les applications (téléphone mobile, micro cravate) qui exigent des micros de petite taille limitent par là même la taille de la membrane.

### Conversion vibration-signal électrique

#### Microphone à charbon

Schéma du microphone à charbon.

Les premiers microphones, employés d'abord dans les téléphones, utilisaient la variation de résistance d'une poudre granuleuse de carbone, quand elle est soumise à une pression. Quand on comprime la poudre, la résistance diminue. Si on fait passer du courant à travers cette poudre, il va être modulé suivant la pression acoustique sur la membrane qui appuie sur la poudre. On ne peut évidemment construire de cette manière que des capteurs de pression. Ces microphones sont peu sensibles, fonctionnent sur une plage de fréquence limitée, et leur réponse n'est que très approximativement linéaire, ce qui cause de la distorsion. Ils ont l'avantage de pouvoir produire une puissance assez élevée sans amplificateur. Ils ont été utilisés dans les combinés téléphoniques, où leur robustesse était appréciée, et à la radio avant l'introduction de procédés donnant de meilleurs résultats.

#### Microphone dynamique à bobine mobile

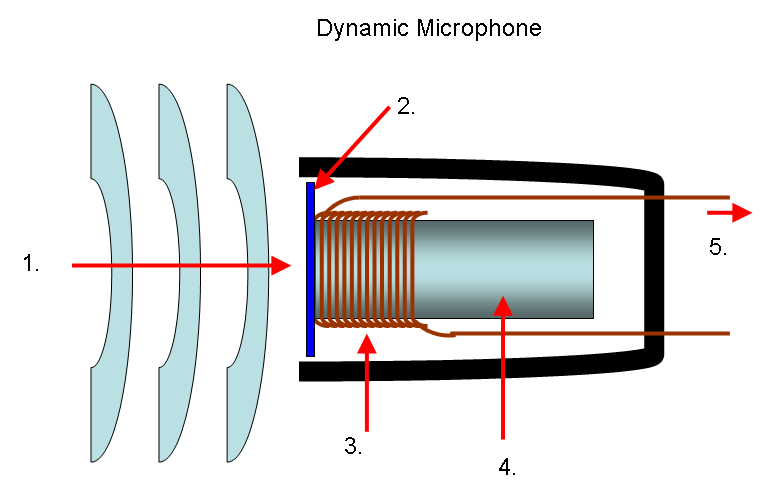
Schéma du microphone dynamique : 1.Onde sonore, 2.Membrane, 3.Bobine mobile, 4.Aimant, 5.Signal électrique.

Dans les microphones électromagnétiques à bobine mobile, une bobine est collée à la membrane, qui la fait vibrer dans le fort champ magnétique fixe d'un aimant permanent. Le mouvement crée une force électromotrice créant le signal électrique. Comme la conversion de l'énergie sonore dégagée par l'action de la pression acoustique sur la membrane donne directement un courant utilisable, ces microphones sont dits dynamiques, car contrairement aux micros à charbon et aux micros électrostatiques, ils n'ont pas besoin d'alimentation.
L'apparition dans les années 1980 d'aimants au néodyme a permis des champs magnétiques plus intenses, avec une amélioration de la qualité des microphones électromagnétiques.

#### Microphone à ruban
Dans les microphones électromagnétiques à ruban, la membrane est un ruban gaufré souple installé dans le champ magnétique d'un aimant permanent. Il fonctionne comme le microphone électromagnétique à bobine mobile, avec l'avantage de la légèreté de la partie mobile. Il ne requiert pas d'alimentation. L'impédance de sortie est bien plus faible que celle des autres types, et il est assez fragile.

#### Microphone électrostatique

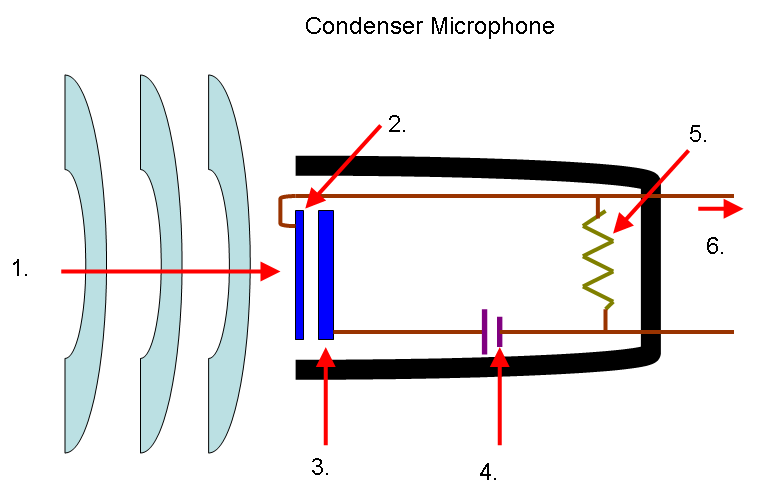
Schéma d'un microphone à condensateur. 1.Onde sonore, 2.Membrane avant, 3.Armature arrière, 4.Générateur, 5.Résistance, 6.Signal électrique.

Dans les microphones électrostatiques, la membrane, couverte d'une mince couche conductrice, est l'une des armatures d'un condensateur, chargé par une tension continue, l'autre armature étant fixe. La vibration rapproche et éloigne les armatures, faisant varier la capacité. La charge étant constante et égale au produit de la tension et de la capacité, la variation de la capacité produit une variation inverse de tension. L'impédance de sortie est très élevée. Les micros électrostatiques ont besoin d'une alimentation, d'une part pour la polarisation du condensateur, d'autre part pour l'amplificateur adaptateur d'impédance qui doit être proche de la membrane.
L'alimentation peut être fournie par un conducteur spécial relié à un boîtier d'interface qui assure aussi l'adaptation d'impédance. Cependant, ce n'est le cas que pour quelques microphones très haut de gamme. La plupart des modèles utilisent une alimentation fantôme, ainsi nommée parce qu'elle ne nécessite aucun conducteur supplémentaire.
La sensibilité des microphones électrostatiques est supérieure à celle des microphones dynamiques. Il y a besoin de moins de puissance sonore pour faire vibrer la membrane seule que l'appareil membrane-bobinage, et l'amplificateur adaptateur d'impédance prélève une puissance infime. Cet amplificateur est conçu pour le capteur et contrôle aussi la bande passante ; la réponse de la membrane du condensateur est approximativement plate jusqu'à sa fréquence de coupure, après quoi elle décroît d'environ 12 dB par octave(Rayburn 2012, p. 33-35). Ces amplificateurs furent d'abord composés d'un tube électronique et d'un transformateur. Plus récemment, leur niveau de bruit et de distorsion ainsi que leur sensibilité aux interférences ont été abaissés par l'emploi de transistors ou de transistors à effet de champ, sans transformateurs.

##### Microphone électrostatique haute fréquence
Le condensateur formé par la membrane et une armature fixe n'est pas polarisé par une tension continue, mais constitue, avec une résistance, un filtre dont la fréquence de coupure varie comme la capacité. Le niveau de modulation haute-fréquence suit donc la vibration de la membrane. L'étage suivant comporte une démodulation sur une diode qui conduit les transistors de sortie.

##### Microphone électrostatique à électret
Les microphones électrostatiques à électret tirent parti d'une propriété de certains matériaux de conserver une charge électrostatique permanente. Un matériau de cette sorte constitue une armature de condensateur, la membrane l'autre. Les microphones à électret n'ont pas besoin de tension de polarisation, mais ils ont néanmoins un amplificateur adaptateur d'impédance, qui requiert une alimentation. Si la tension de crête de sortie n'est pas trop élevée, cette alimentation peut être fournie par une pile.
La charge de polarisation diminue dans le temps, ce qui se traduit par une perte de sensibilité du micro au fil des années.

### Transmission du signal

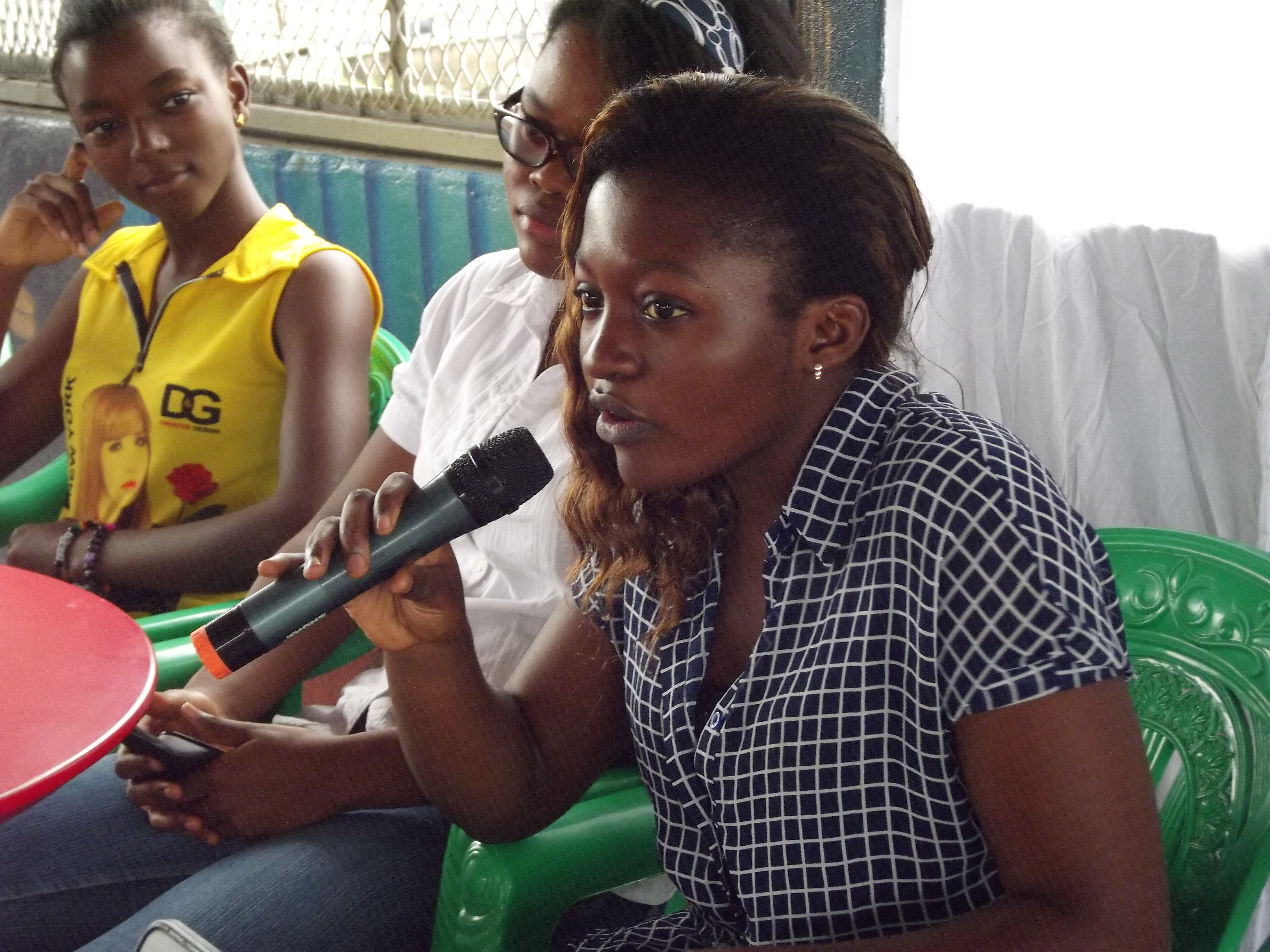
Jeune femme camerounaise utilisant un micro sans fil.

- asymétrique sur courte distance (comme dans les téléphones mobiles ou les dictaphones). Le signal est la tension entre le conducteur unique et la masse.
- symétrique quand les câbles sont plus longs. Le signal est la différence entre le conducteur dit « chaud » ou « + » et le conducteur dit « froid » ou « - ». Les interférences, qui s'appliquent à peu près également aux deux conducteurs, sont réduites. Les applications professionnelles utilisent une transmission symétrique avec des connecteurs XLR. L'adaptation est en tension, les microphones ayant des impédances de sortie inférieures à 600 ohms et les entrées pour microphone des impédances de plusieurs kilohms. La ligne peut comprendre une alimentation fantôme.
- sans fil pour libérer les porteurs de micros. La transmission peut être analogique ou numérique. L'électronique se trouvant à proximité immédiate de la membrane est peu sensible aux interférences. L'usage d'antennes de réception doubles avec des récepteurs choisissant le signal le plus fort (diversity) assure la sécurité de la transmission. Le plan de fréquences limite le nombre de micros sans fil.

### Caractéristiques d'usage
La conception ou le choix d'un modèle existant doit tenir compte de l'usage auquel le microphone est destiné :
- directivité ;
- sensibilité ;
- sensibilité aux interférences (vent, interférences électromagnétiques) ;
- pression acoustique maximale ;
- bruit propre ;
- bande passante ;
- robustesse (résistance aux intempéries, à l'humidité, aux variations rapides de pression atmosphérique, aux surcharges acoustiques et électriques, aux mauvais traitements) ;
- système de fixation (micros tenus à la main, micro cravate, micros de studio, micros d'instrument, intégration dans un appareil) ;
- transmission, par câble standard, par câble spécial, sans fil (micro HF) ;
- poids ;
- encombrement ;
- prix.

La qualité de la transcription du son dépend des caractéristiques et de la qualité du microphone mais aussi, et principalement, de l'emplacement du microphone par rapport à la source, ainsi que de l’environnement de la prise de son (bruits, vent…).

## Choix d'un microphone

### Choix de la directivité
La directivité est une caractéristique essentielle du microphone. Elle indique sa sensibilité selon la provenance du son par rapport à son axe.
|                                                                           |                 |           |                |               |                                |
| Omnidirectionnel                                                          | Cardioïde large | Cardioïde | Hypercardioïde | Canon (lobes) | Bi-directionnel ou figure en 8 |
| Dans le tableau, le micro est placé verticalement et dirigé vers le haut. |                 |           |                |               |                                |

Le diagramme polaire représente la sensibilité du microphone selon la direction d'origine de l'onde sonore. La longueur du point central à la courbe indique la sensibilité relative en décibels. Dans la plupart des cas, la sensibilité ne dépend que de la direction par rapport à l'axe principal du microphone ; dans le cas contraire, deux diagrammes sont nécessaires. La directivité dépend aussi de la fréquence ; les diagrammes complets comprennent plusieurs courbes de valeurs relatives. En général, le diagramme est symétrique, et on peut mettre, pour une meilleure lisibilité, des demi-courbes de part et d'autre de l'axe.
Le plus souvent, la réponse en fréquence est la plus égale quand le microphone est face à la source. Si d'autres sons ne viennent pas se mêler à celui de la source principale, on peut utiliser les différences de réponse hors de l'axe pour égaliser la sonorité.
- Omnidirectionnel : Le micro capte le son de façon uniforme, dans toutes les directions. Il s'utilise surtout pour enregistrer le son d'une source étendue, comme un orchestre acoustique, ou une ambiance. Il sert dans plusieurs systèmes de captation stéréophonique. Il capte la réverbération ; il est donc souhaitable que l'acoustique de la salle se prête à l'enregistrement. On met aussi à profit son insensibilité aux bruits de manipulation et au vent, par exemple pour enregistrer des déclarations ou du chant. On l'évite en sonorisation en raison de sa sensibilité à l'effet Larsen dès que la source est un peu éloignée. Les microphones omnidirectionnels le sont en réalité d'autant moins pour les hautes fréquences que leur membrane est grande ; c'est pourquoi il est préférable de les désigner comme des capteurs de pression, selon leur principe acoustique.
- Cardioïde : privilégie les sources sonores placées devant le micro. Utilisé pour la sonorisation, pour le chant, pour la prise de son d'instruments, le microphone unidirectionnel est le plus répandu. L'apparence de son diagramme directionnel le fait appeler cardioïde (en forme de cœur). Il rejette bien les sons provenant de l'arrière, et atténue ceux provenant des côtés. En contrepartie, il est plus sensible au vent, aux bruits de manipulation, aux "plops", et est plus affecté par l'effet de proximité, qui renforce les basses pour les sources proches. De nombreux modèles commerciaux sont traités pour limiter ces inconvénients.
- Super-cardioïde: le super cardioïde capte en priorité les sons venant de face, et sur un plan d'environ 140° de façon à éviter les bruits environnants, il est aussi appelé super unidirectionnel.
- Hypercardioïde : similaire au cardioïde, avec une zone avant un peu plus étroite et un petit lobe arrière. Il présente, accentués, les mêmes avantages et inconvénients que le cardioïde. Il est souvent utilisé en conférence, quand les orateurs s'approchent peu des micros.
- Canon : forte directivité vers l'avant, directivité ultra cardioïde permettant de resserrer le faisceau sonore capté. Utilisé pour enregistrer des dialogues à la télévision ou au cinéma, et pour capter des sons particuliers dans un environnement naturel. L'accroissement de directivité ne concerne pas les basses fréquences.
- Bi-directionnel ou directivité en 8 : deux sphères identiques. Le microphone bidirectionnel est utilisé le plus souvent en combinaison avec un microphone de directivité cardioïde ou omnidirectionnelle afin de créer un couple MS (voir Systèmes d'enregistrement stéréophonique). Les angles de réjection des microphones bidirectionnels permettent d'optimiser les problèmes de diaphonie lors de l'enregistrement d'instruments complexes comme la batterie par exemple.

### Choix du principe de fonctionnement
Les professionnels du son ont tendance à préférer les microphones électrostatiques aux dynamiques en studio. Ils offrent en général un rapport signal sur bruit largement supérieur et une réponse en fréquence plus large et plus étale.
Pour les sources très puissantes, comme un instrument de percussion, les cuivres ou un amplificateur pour guitare électrique, un microphone dynamique a l'avantage d'encaisser de fortes pressions acoustiques. Leur robustesse les fait souvent préférer pour la scène.
- Avantages : robustesse, pas d'alimentation externe ni d'électronique, capacité à gérer de fortes pressions acoustiques, prix en général nettement inférieur à un microphone électrostatique de gamme équivalente.
- Inconvénients : manque de finesse dans les aigus le rendant inapte à prendre le son de timbres complexes : cordes, guitare acoustique, cymbales, etc.
- Quelques modèles de références : Les micros broadcast Shure SM7b, Electrovoice RE20 et RE27N/D très utilisés aux États-Unis et dans certaines radios nationales et locales françaises ; Shure SM-57, un standard pour la reprise d'instrument (notamment la caisse claire et la guitare électrique) et Shure SM-58 pour la voix (Micro utilisé entre autres par Mick Jagger sur Voodoo Lounge, Kurt Cobain sur Bleach etc.). Il est intéressant de savoir que ces deux micros sont identiques au niveau de la construction et que ce n'est qu'une courbe différente d'égalisation (due au filtre anti-pop qui n'existe pas sur le SM57) qui les différencie[réf. nécessaire]. Leurs versions hypercardioïdes, le BETA57 et BETA58, jouissent d'une notoriété moindre, malgré une qualité de fabrication nettement supérieure. Citons encore le Sennheiser MD-421 très réputé pour les reprises de certains instruments acoustiques (dont les cuivres) et d'amplis de guitare ou de basse.

Le microphone électrostatique présente l'avantage d'excellentes réponses transitoire et bande passante, entre autres grâce à la légèreté de la partie mobile (uniquement une membrane conductrice, à comparer avec la masse de la bobine d'un microphone dynamique). Ils ont en général besoin d'une alimentation, en général une alimentation fantôme. Ils comportent souvent des options de traitement du signal telles un modulateur de directivité, un atténuateur de basses fréquences, ou encore un limiteur de volume (Pad).
Les microphones électrostatiques sont plébiscités par les professionnels en raison de leur fidélité de reproduction.
Les sonomètres professionnels utilisent tous des microphones à capteur de pression (omnidirectionnels) électrostatiques. Cet usage exige que le microphone soit étalonné ; le pistonphone est un appareil couramment utilisé à cette fin.
- Avantages : sensibilité, définition.
- Inconvénients : fragilité, nécessité d'une alimentation externe, contraintes d'emploi. Sauf les capteurs de pression, il est généralement fixé sur une monture à suspension faite de fils élastiques, généralement en zigzag, destinée à absorber les chocs et les vibrations. Il est rare qu'il soit utilisé comme microphone à main, sauf certains modèles qui incorporent une suspension interne.
- Ces caractéristiques font qu'ils sont en général plus utilisés en studio que sur scène.
- Quelques modèles de référence : Neumann U87ai, U89i et KM 184 (souvent en paire pour une prise stéréo), Shure KSM44, AKG C3000 et C414, Schoeps série Colette.

Facilement miniaturisable, le micro à électret est très utilisé dans le domaine audiovisuel (micro cravate, micro casque, etc.) où on l'apprécie pour son rapport taille/sensibilité. Les meilleurs modèles parviennent même à rivaliser avec certains micros électrostatiques en termes de sensibilité.
Les électrets actuels bénéficient d'une construction palliant cette fâcheuse espérance de vie limitée que l'électret connaît depuis les années 1970.
- Avantages : possibilité de miniaturisation extrême, sensibilité.
- Inconvénients : amoindrissement de la sensibilité au fil du temps.
- Quelques modèles de références : AKG C1000, Shure SM81 KSM32, Rode Videomic, Sony ECM, DPA 4006 4011.

### Quelques photos de microphones

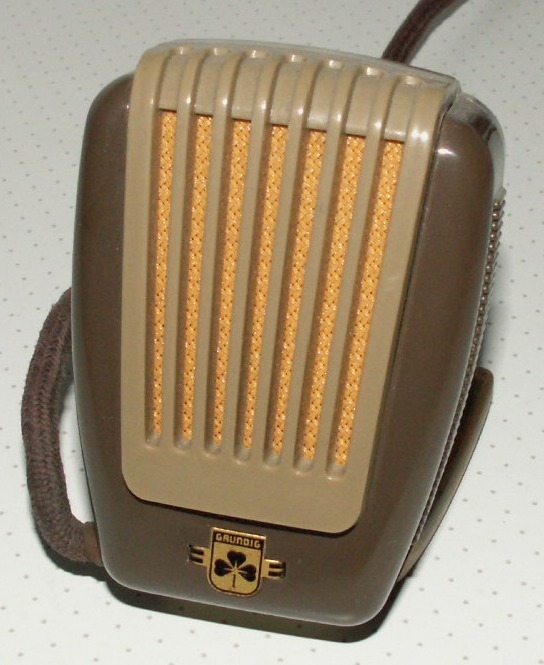
Vieux micro Grundig (à charbon).
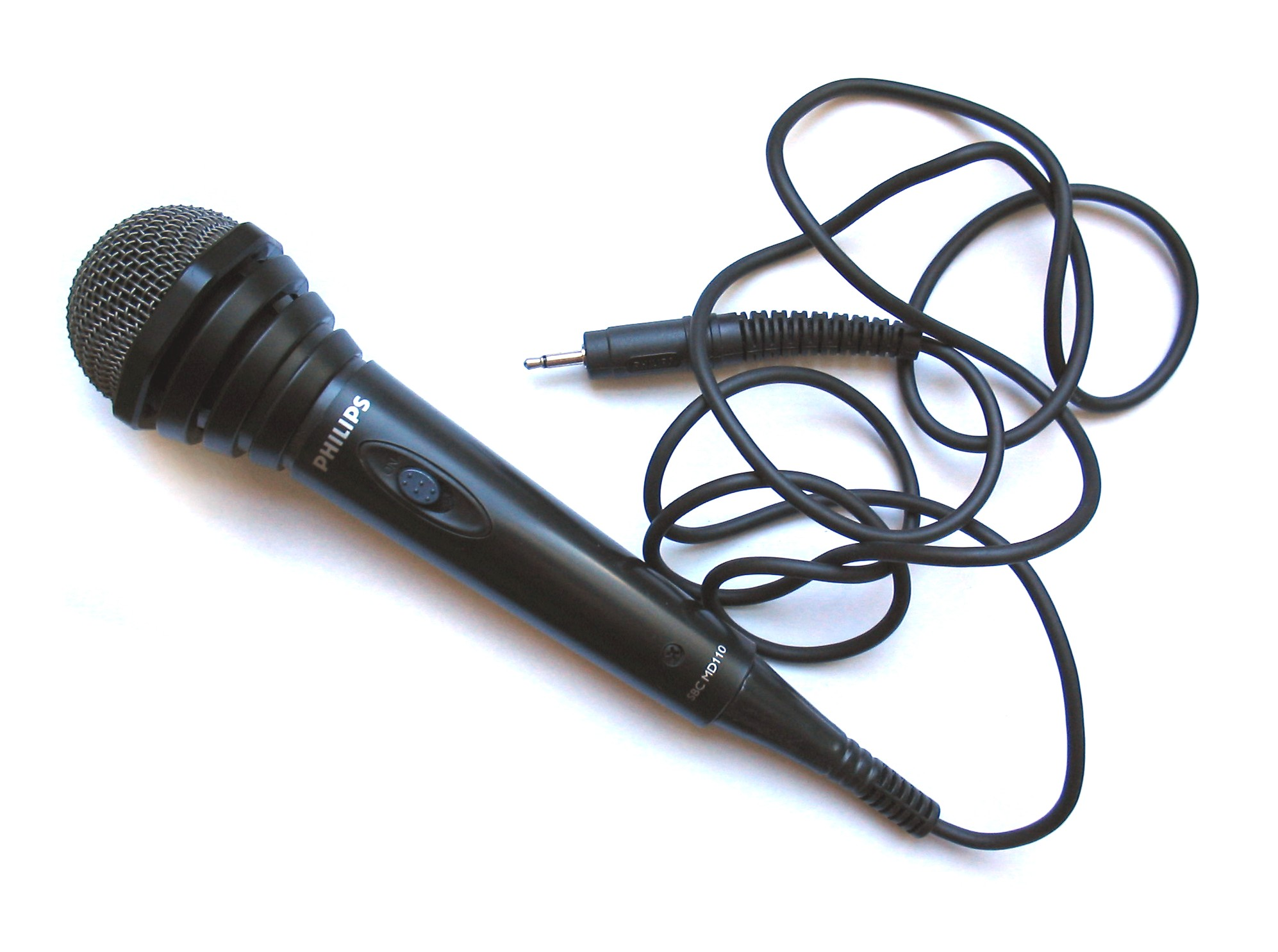
Microphone dynamique pour karaoké.
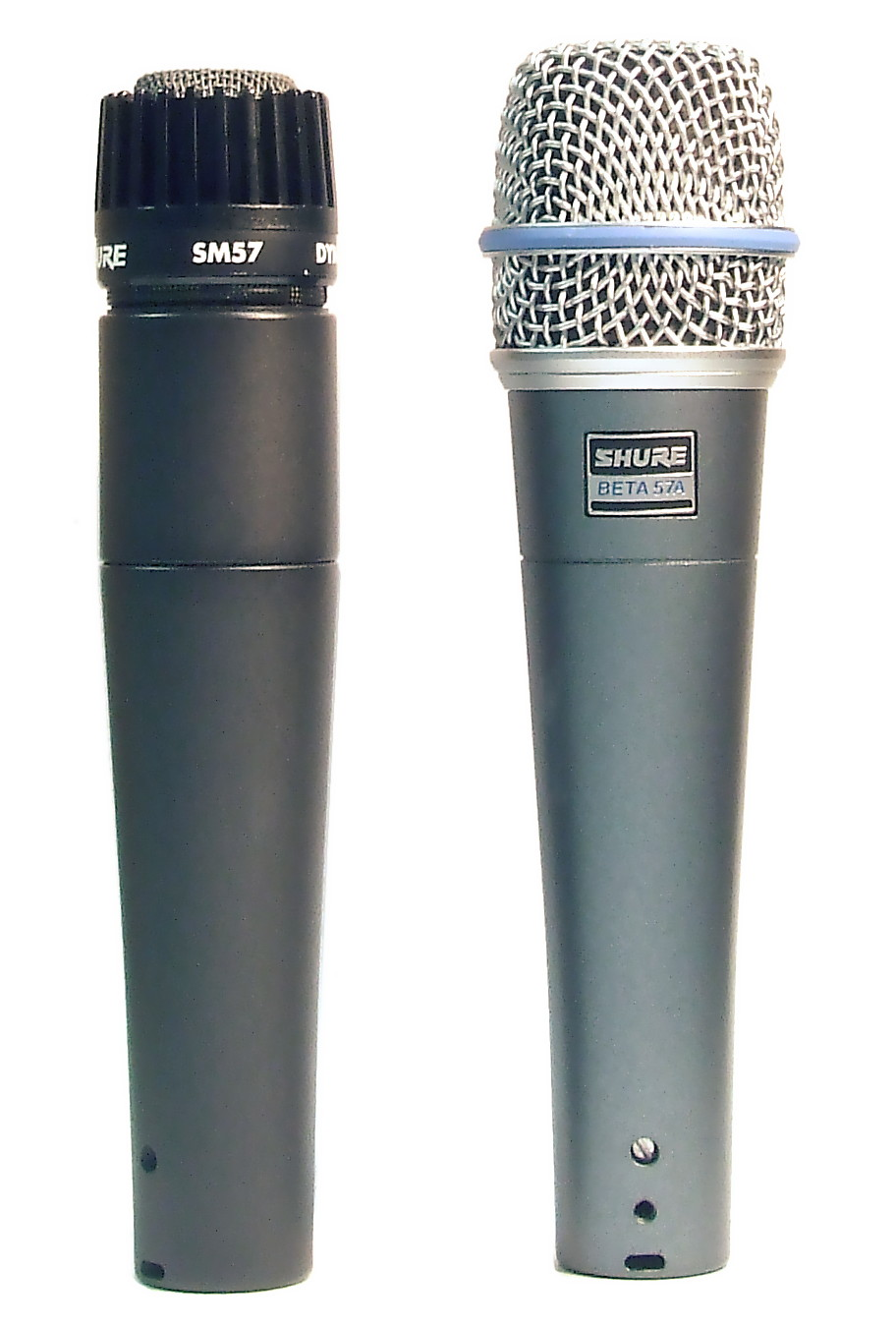
Shure SM57 (à gauche) et Beta57 (dynamique).
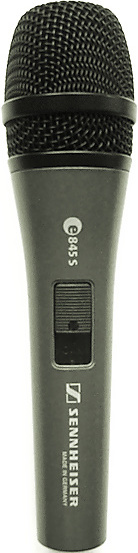
Sennheiser 845 (dynamique).
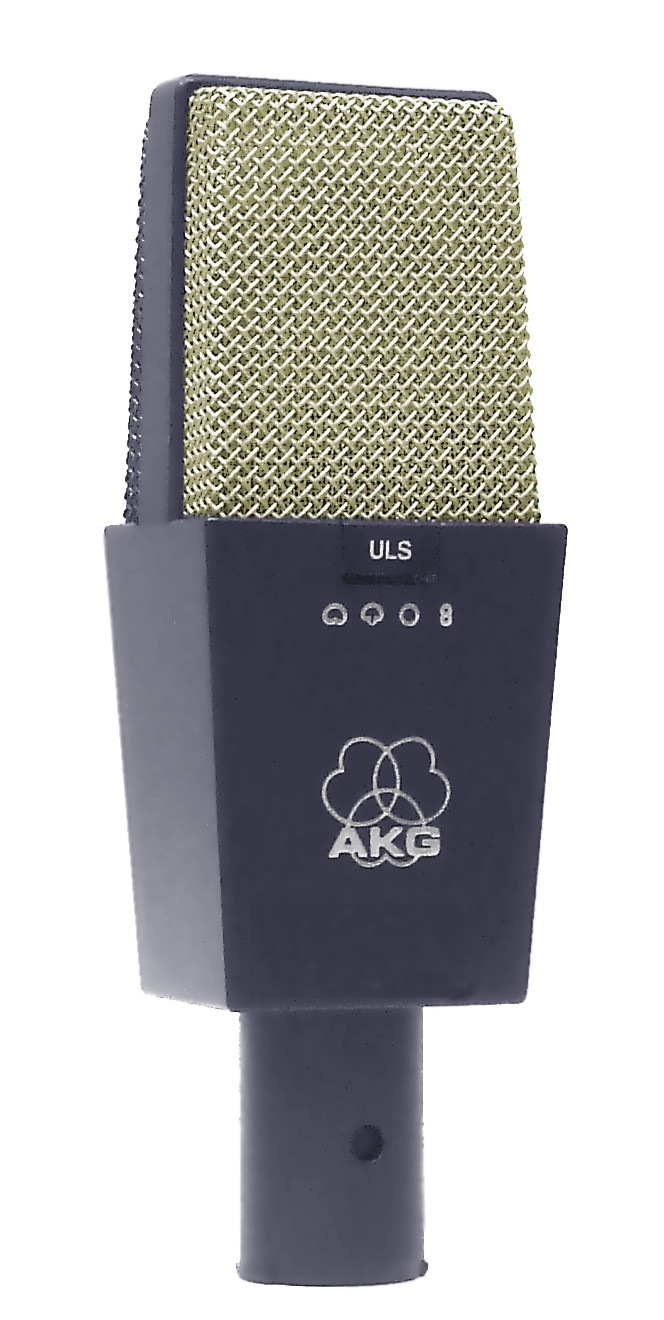
Micro AKG C414 (voix, chant, à condensateur).
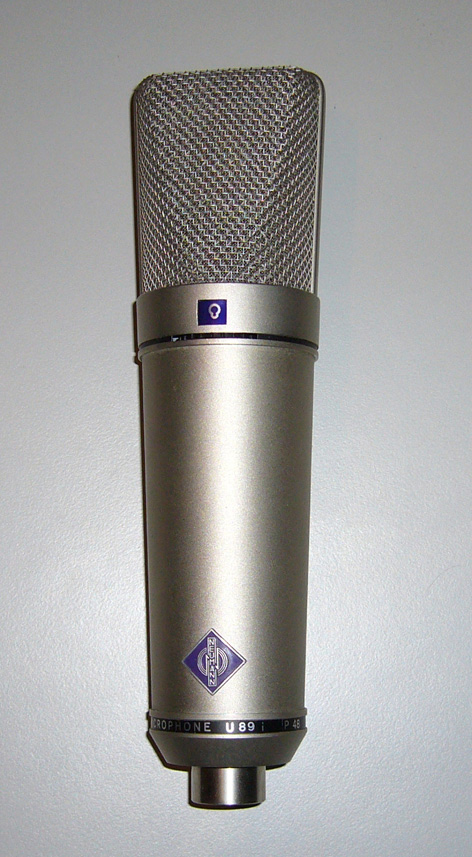
Neumann U89i (universel, à condensateur).
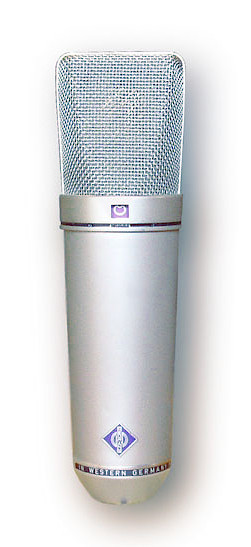
Neumann U87 (universel, à condensateur).
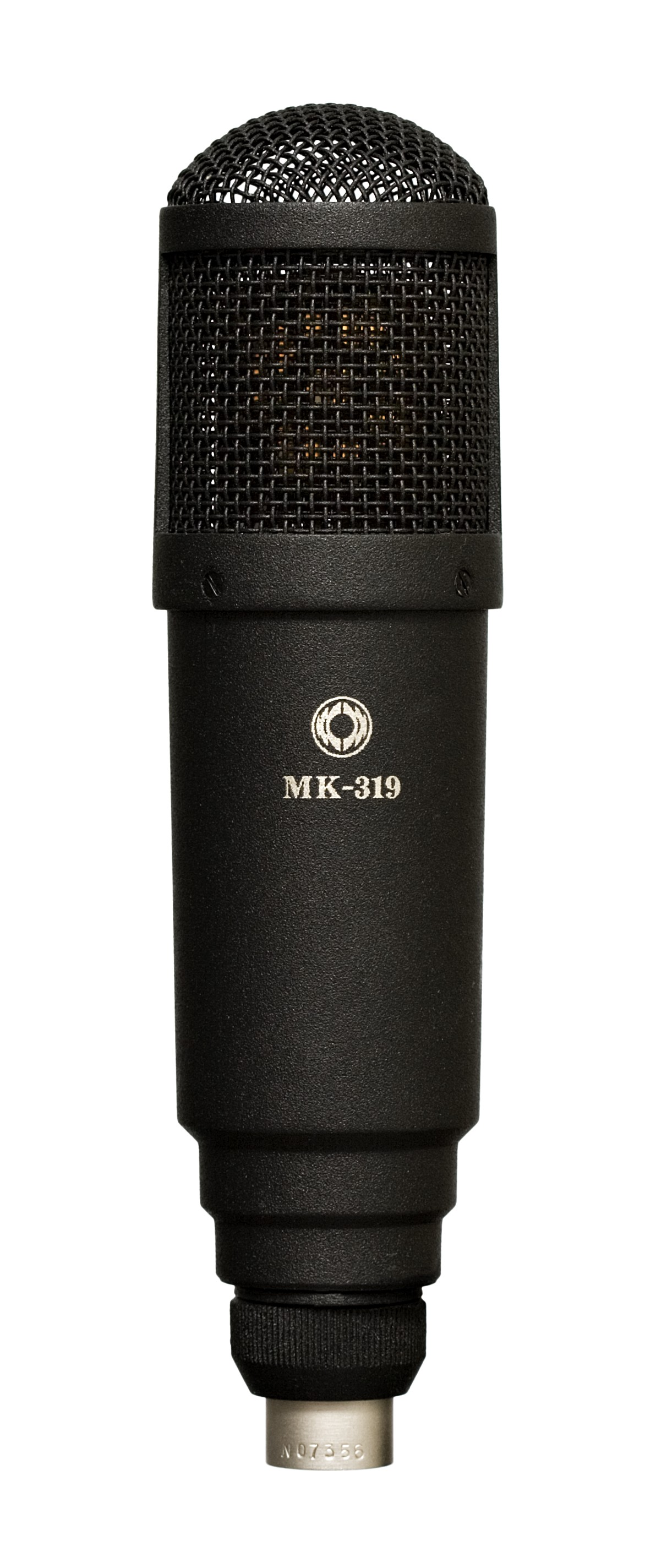
Oktava 319 (instruments, à condensateur).
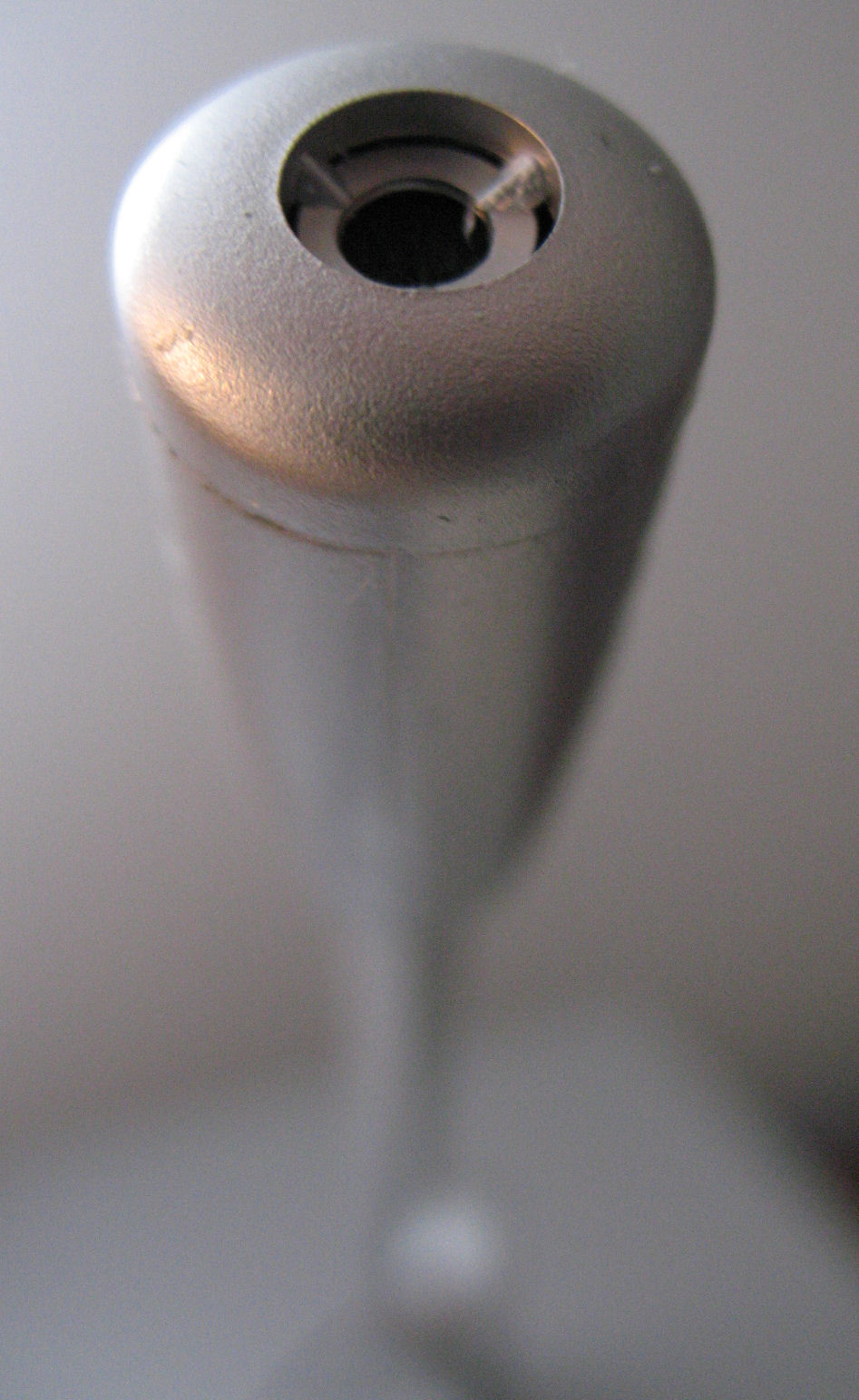
Microphone miniature à électret.

### Microphones à sorties numériques
Apparus au début des années 2000 à l'initiative de constructeurs de micros premium tels que Neumann, Sennheiser, Beyerdynamic ou Schoeps, il s'agit de micros qui contiennent dans leur corps l'électronique de conversion et de traitement.
La sortie est au format AES 42, c'est-à-dire de l'AES EBU associé à une alimentation fantôme spécifique destinée à alimenter l'électronique du micro ainsi que les données de commande à distance. En effet, à l'aide d'interfaces de télécommande telles les RME DMC842 ou les Neumann DMI2 et DMI8, il est possible de commander les paramètres des micros et des DSP internes à distance. Du fait du signal numérique transmis, des câbles de plusieurs centaines de mètres peuvent être utilisés sans craindre la moindre dégradation du signal.
Des kits de micros sont utilisés dans de nombreux projets; Philharmonie de Paris, Orchestre National de Lille, Jazz à Vienne, Orchestre et Maîtrise du Rhin... dans le cadre de la sonorisation et/ou l'enregistrement acoustique des artistes ainsi que des ambiances du public.

### Assemblages de capsules
Une capsule de microphone donne un signal correspondant à un point de l'espace sonore. Des agencements de capsules donnent plusieurs signaux qui permettent de représenter la direction de la source, ou d'obtenir des directivités particulières.
- Microphones stéréophoniques.
- Ensemble de 4 capsules en forme de tétraèdre donnant un goniomètre audio, et permettant de décider de la direction de l'axe et de la directivité à distance et après coup (Soundfield SPS200).
- Réseau de capsules alignées pour obtenir une directivité différente dans l'axe parallèle et l'axe perpendiculaire à l'alignement des capsules (Microtech Gefell KEM 970).

### Usages particuliers
- L'hydrophone : il existe aussi des micros pour écouter les sons dans l'eau. Ces micros servent principalement à des usages militaires (écoute des bruits d'hélice pour la détection de sous-marins), à moins que l'on ne compte dans la catégorie les capteurs de Sonar.
- Le microphone de contact, qui capte les vibrations d'un solide comme le microphone piezzoélectrique.
- Un mouchard est un microphone de petite taille dissimulé afin de faire de l'espionnage.

## Accessoires de microphone
Les accessoires de microphone sont

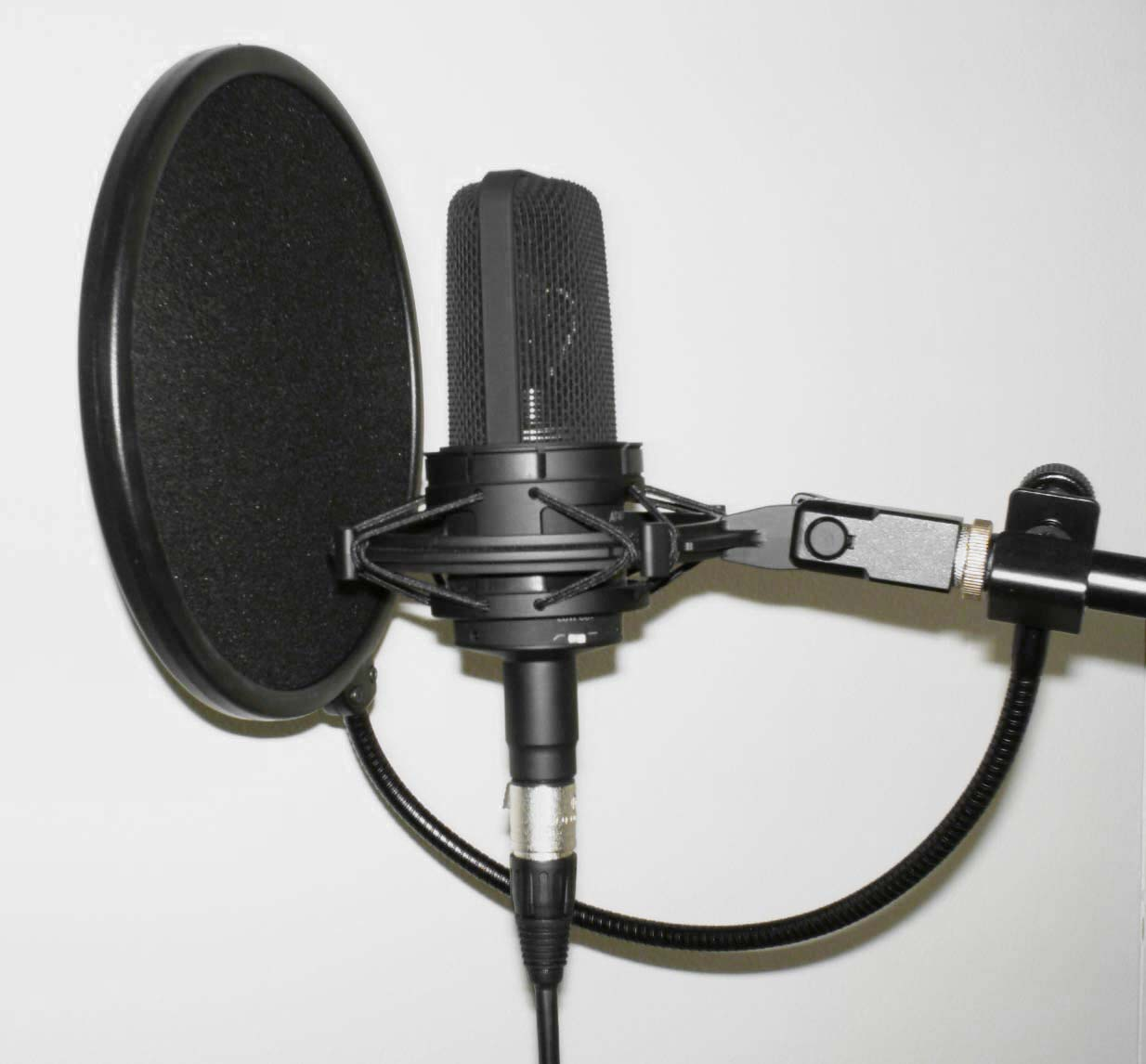
Microphone électrostatique de studio avec suspension élastique et écran anti-pop

- les filtres acoustiques (voir Taille de la membrane)
- les pieds de micro sur lesquels on peut les fixer ;
- les perches pour la prise de son pour l'image ;
- les suspensions élastiques pour éviter que le micro ne capte les vibrations de son support ;
- les écrans anti-pop pour éviter que le courant d'air produit par la bouche à l'émission de consonnes occlusives ou plosives « p », « b », « t » et « d » atteigne la membrane ;
- les bonnettes qui peuvent être en mousse de matière plastique ou des enveloppes en tissu, éventuellement double et avec poils synthétiques, pour éviter les bruits du vent et de la pluie ;
- les câbles de raccordement, qui doivent être de préférence souples pour éviter de transmettre des bruits ;
- les unités d'alimentation ;
- les réflecteurs paraboliques de prise de son ;
- les préamplificateurs de micros.